# Kostmannov sindrom
Kostmannov sindrom (nazivan i teška kongenitalna neutropenija, autosomno recesivni tip 3 (SCN3) i Kostmannova bolest), je rijetka autosomno recesivni oblik kronična neutropenije. Bolest je nazvana po švedskom liječniku Rolfu Kostmannu koji ju je prvi opisao 1956.g.
Bolest se može nasljeđivati i kao autosomna dominantna.
Poznato je da bolest uzrokuje oštećenje gena na prvom kromosomu (1p35-p34.3) koji kodira receptor za faktor koji stimulira koloniju granulocita (engl. granulocyte colony-stimulating factor receptor - GCSFR). Ovaj čimbenik je kritičan za normalnu stimulaciju koštane srži da proizvodi granulocite (neutrofile). 
|  | Molimo pročitajte upozorenje o korištenju medicinskih informacija. Ne provodite liječenje bez savjetovanja s liječnikom! |